# Ульянов, Иван Михайлович
Ива́н Миха́йлович Улья́нов (22 января 1914 — 15 февраля 1986) — советский офицер, майор Советской Армии, участник Великой Отечественной войны, Герой Советского Союза.

## Биография
Родился 22 января 1914 года в деревне Фомино в крестьянской семье. Русский. Окончил начальную школу. В 1920-х годах воспитывался в детском доме, затем шесть лет беспризорничал. С 1930 года работал парикмахером в Ленинграде.
В РККА с 1936 года. Участник Советско-финской войны.
Разведчик 168-го стрелкового полка (24-я стрелковая дивизия, 7-я армия, Северо-Западный фронт) красноармеец Ульянов в декабре 1939 года в составе взвода пешей разведки проник в расположение врага и захватил пленного, от которого советским командованием были получены ценные сведения. Уничтожил две огневые точки противника.
Указом Президиума Верховного Совета СССР от 15 января 1940 года за образцовое выполнение боевых заданий командования на фронте борьбы с финской белогвардейщиной и проявленные при этом отвагу и геройство красноармейцу Ульянову Ивану Михайловичу было присвоено звание Героя Советского Союза.
В 1941 году окончил курсы младших лейтенантов. В боях Великой Отечественной войны с июня 1941 года. Был военным комиссаром разведывательного батальона, помощником начальника политотдела дивизии. В 1944 году окончил курсы комсостава «Выстрел». В 1946 году И. М. Ульянов ушёл в запас в звании майора, затем в отставке.
Жил в Мурманске. До ухода на пенсию работал на судне в объединении «Севрыбхолодфлот».
Скончался 15 февраля 1986 года. Похоронен в Мурманске на новом городском кладбище.

## Награды
- Медаль «Золотая Звезда» № 217;
- орден Ленина;
- орден Октябрьской Революции;
- два Ордена Отечественной войны I степени;
- орден Отечественной войны II степени;
- другие награды.